# لهستان در المپیک تابستانی ۲۰۰۰
لهستان در بازی‌های المپیک تابستانی ۲۰۰۰ که در شهر سیدنی استرالیا برگزار شد، کاروان لهستان با ۱۸۷ ورزشکار در این رقابت‌ها شرکت کرد و موفق به کسب ۱۴ مدال (۶ طلا، ۵ نقره، ۳ برنز) شد. در جدول رتبه‌بندی توزیع مدال‌ها، لهستان در ردهٔ ۱۴ مسابقات قرار گرفت.